# Игл (Айдахо)
Игл (англ. Eagle) — город в округе Эйда, штат Айдахо, США. По данным переписи население в 2010 году составляло 19 908 человек.

## История
История Игла начинается с открытия золотых месторождений в бассейне реки Бойсе в 1862 году. Во второй половине 1863 года выходец из Иллинойса Трумен Кетлин (англ. Truman Catlin) выкупил 160 акров земли острова Игл на реке Бойсе. Сначала Кетлин назвал остров в честь своего родного штата, однако позже переименовал его в честь белоголовых орланов (англ. bald eagle), во множестве обитавших на острове. В 1864 году Кетлин совместно со своим соседом Политом Мейсом (англ. Polete Mace) начал возводить ирригационную систему. Построенная ими система позволила снабдить водой реки Бойсе 700 акров острова. К 1903 году система состояла из 9 каналов. Дальнейшим развитием Игл обязан сюрвейеру из Новой Шотландии Томасу Айкенсу (англ. Thomas Hugh Aikens). Около 1877 года он получил право на использование воды (англ.) реки Бойсе, включая право на остров Игл. В начале 1890-х годов Айкенс начал приобретать земли на правом берегу реки Бойсе, напротив своих владений на острове Игл. В результате он стал единоличным собственником земель, южнее нынешней улицы Стейт (англ. State Street), бывшей в то время основной магистралью между Бойсе и небольшими городами на западе. С приобретением этих земель Айкенс начал постройку моста через реку Бойсе, который бы соединял его владения. Против постройки моста выступили представители города Стар, приводя аргументы к тому, что незастроенный город не нуждается в собственном мосту. Однако спор решился в пользу Айкенса. В 1900 году в Игле была построена первая школа. В 1904 году были размечены и проданы первые 15 акров нового тауншипа Игл, имя которому предложила дочь Айкенса Клара. 7 августа 1907 года компанией «Boise Valley Loop.» на главной улице был пущен трамвай. К 1915 году трамвайная сеть соединяла Игл с другими близлежащими городами. Трамвайная сеть привела к быстрому развитию города: были открыты первые банк, аптека и отель. Банк и отель на сегодняшний день являются центром даунтауна Игла. В 1928 году трамвайная сеть была закрыта, не выдержав конкуренции с автомобилями. В 1930 году была открыта тюрьма на 40 человек, на протяжении следующего десятилетия непрерывно расширявшаяся. В 1937 году по соседству с тюрьмой был открыт рыбопитомник, действующий до сих пор. В 1963 году была открыта публичная библиотека, на сегодняшний день содержащая более 80 000 книг. 26 февраля 1971 года Игл официально получил статус города.

## География и климат
Игл расположен на севере округа Эйда, северо-западней города Бойсе. Игл расположен в среднем на высоте 782 [м. Площадь города составляет 24,0 км², из которых 0,2 км² (0,83 %) занято водной поверхностью.
| Климатограмма Игла                                          | Климатограмма Игла | Климатограмма Игла | Климатограмма Игла | Климатограмма Игла | Климатограмма Игла | Климатограмма Игла | Климатограмма Игла | Климатограмма Игла | Климатограмма Игла | Климатограмма Игла | Климатограмма Игла |
| ----------------------------------------------------------- | ------------------ | ------------------ | ------------------ | ------------------ | ------------------ | ------------------ | ------------------ | ------------------ | ------------------ | ------------------ | ------------------ |
| Я                                                           | Ф                  | М                  | А                  | М                  | И                  | И                  | А                  | С                  | О                  | Н                  | Д                  |
| 31.5 3 −4                                                   | 26.2 7 −2          | 35.3 13 1          | 31.2 17 4          | 35.3 22 8          | 17.5 27 12         | 8.4 33 16          | 6.1 32 16          | 14.7 26 11         | 19.0 18 5          | 34.3 9 0           | 39.4 3 −4          |
| Температура в °C • Сумма осадков в мм Источник: weather.com |                    |                    |                    |                    |                    |                    |                    |                    |                    |                    |                    |

## Население
Согласно оценочным данным за 2008 год, население Гарден-Сити составляло 19 254 человека Плотность населения равна 802,25 чел./км². Средний возраст населения — 35 лет и 2 месяца. Половой состав населения: 50,2 % — мужчины, 49,8 % — женщины. В 2000 году насчитывалось 3 864 домашних хозяйств и 3 098 семейств. Расовый состав населения по состоянию на 2000 год:
- белые — 95,9 %;
- афроамериканцы — 0,37 %;
- индейцы — 0,47 %;
- азиаты — 0,74 %;
- океанийцы — 0,13 %;
- прочие расы — 0,59 %;
- две и более расы — 1,80 %.

Ниже приведена динамика численности населения города:

## Образование
Игл входит в школьный округ Меридиан. В городе есть одна средняя школа, открытая в 1995 году, одна альтернативная средняя школа, одна промежуточная школа и три начальных школы. Также есть две чартерных школы, христианская школа церкви адвентистов седьмого дня и художественная школа.

## Промышленность
В Игле расположена штаб-квартира компании Лэм Уэстон — одного из крупнейших в мире производителей картофеля-фри и других замороженных продуктов.

## Обычаи
Каждый год в Игле добровольцами пожарного депо проводится фестиваль «Самые большие в мире устрицы Скалистых гор».

## Достопримечательности
- Арборетум-Парк (англ.);
- Государственный парк острова Игл (англ.)

## Известные жители
- актёр Джордж Кеннеди (англ.);
- футболист Джеб Путциер (англ.);
- Мисс Айдахо-2004 Кимберли Вейбл (англ. Kimberly Glyn Weible);
- футболист Дерек Шуман (англ.);
- бывший сенатор Ларри Крейг.